# 王店乡 (淮滨县)
王店乡，是中华人民共和国河南省信阳市淮滨县下辖的一个乡镇级行政单位。

## 行政区划
王店乡下辖以下地区：
王店村、半岗村、刘桥村、宋营村、桃元村、白岗村、新建村、张阳村、赵寨村、北庙村、胡垴村、沙坝村、吴楼村、李香卜村、小店村、杨楼村和袁店村。